# Zbór Chrystusa Zbawiciela we Włocławku
Zbór Chrystusa Zbawiciela we Włocławku – zbór Kościoła Zielonoświątkowego w RP znajdujący się we Włocławku.
Pastorem zboru jest Mieczysław Kotelnicki. Nabożeństwa odbywają się przy ul. Kościuszki 26 każdej niedzieli o godz. 10:00 oraz każdego czwartku o godz. 18:00.